# Aidemedia chascax
Aidemedia chascax James & Olson, 1991 è un uccello passeriforme estinto della famiglia Fringillidae.

## Etimologia
Il nome scientifico della specie, chascax, deriva dal latino e significa "dalla bocca spalancata".

## Descrizione
La specie è nota solo in base al ritrovamento di subfossili: si trattava di uccelletti dall'aspetto tipico dei fringillidi, muniti di un becco sottile ma robusto, leggermente ricurvo verso il basso e munito di un processo retromandibolare molto sviluppato, supportato da una robusta muscolatura.

## Biologia
Molto verosimilmente si trattava di uccelli diurni e dalla dieta essenzialmente insettivora: la forte muscolatura del becco veniva probabilmente utilizzata per aprirlo dopo averlo infilato in un substrato, estraendo i piccoli animali in esso nascostisi, similmente a quanto osservabile negli storni.

## Distribuzione e habitat
La specie era endemica dell'isola hawaiiana di Oahu, della quale verosimilmente popolava le zone ricoperte da foresta.

## Estinzione
Questi uccelli si sono estinti anteriormente all'arrivo degli europei nell'arcipelago, ma successivamente all'arrivo dei coloni polinesiani alle Hawaii, quasi sicuramente a causa dell'alterazione dell'habitat boschivo da parte dell'uomo e degli animali giunti al suo seguito.